# Спартак (футбольный клуб, Сумы)
Футбольный клуб «Спартак» Сумы (укр. ФК «Спартак») — украинский футбольный клуб из города Сумы. Перестал участвовать в соревнованиях профессиональных команд с 2006 года. Лучшее достижение в первенстве Украины — 9 место в первой лиге в сезонах 1999/00 и 2003/04. Лишён профессионального статуса в 2006 году.

## История
12 января 1982 года при лесхозе посёлка Краснополье был организован клуб с названием «Явор». Команда начала выступать в областном чемпионате и через 2 года стала чемпионом области, а в следующем завоевала кубок.
В первом национальном чемпионате Украины «Явор» стал участвовать в соревнованиях среди профессионалов, сначала в переходной лиге, затем во второй. В 1995 году «Явор» победил в турнире второй лиги.
В сезоне 1995/96 «Явор» стартовал в первой лиге и на следующие 4 сезона стал её крепким середняком.
К тому времени главная команда области — сумский «Фрунзенец» на время прекратила существование, а сумский «Автомобилист» и вовсе пропал, и областное руководство решило возродить в Сумах футбол. С этой целью в 1999 году «Явор» был переведён в областной центр и переименовался в «Явор-Сумы». В таком виде клуб просуществовал полтора сезона, после чего плавно преобразовался в ФК «Сумы», а затем в «Спартак». С 2003 года команда называлась «Спартак-Горобина». После первого круга чемпионата первой лиги 2006/07 команда снялась с соревнований и была лишена профессионального статуса.

## Прежние названия
- 1999—2000: «Явор-Сумы» Сумы (укр. «Явір-Суми» Суми)
- 2000—2001: «Спартак» Сумы (укр. «Спартак» Суми)
- 2002: ФК «Сумы» (укр. ФК «Суми»)
- 2003: «Спартак» Сумы (укр. «Спартак» Суми)
- 2004—31 мая 2005: «Спартак-Горобына» Сумы (укр. «Спартак-Горобина» Суми)
- 31 мая 2005—2006: «Спартак» Сумы (укр. «Спартак» Суми)

## Выступления в чемпионате и Кубке Украины
| Сезон   | Лига  | Поз | И  | В  | Н  | П  | З  | П  | О  | Кубок Украины | Примечания                                            |
| ------- | ----- | --- | -- | -- | -- | -- | -- | -- | -- | ------------- | ----------------------------------------------------- |
| 1999/00 | 1     | 9   | 34 | 14 | 6  | 14 | 42 | 45 | 48 | 1/16 ф        | как Явор-Сумы                                         |
| 2000/01 | 1     | 17  | 34 | 8  | 7  | 19 | 20 | 46 | 31 | 1/4 ф         | Вылет                                                 |
| 2001/02 | 2 «В» | 1   | 34 | 24 | 5  | 5  | 68 | 34 | 77 | 2 предв.р.    | Объединился с ФК «Фрунзенец-Лига-99» в ФК «Сумы»      |
| 2002/03 | 1     | 10  | 34 | 13 | 6  | 15 | 34 | 40 | 45 | 1/16 ф        |                                                       |
| 2003/04 | 1     | 9   | 34 | 11 | 13 | 10 | 40 | 41 | 46 | 1/16 ф        | как Спартак-Горобына                                  |
| 2004/05 | 1     | 15  | 34 | 9  | 12 | 13 | 34 | 41 | 39 | 1/16 ф        | как Спартак-Горобына                                  |
| 2005/06 | 1     | 17  | 34 | 5  | 5  | 23 | 28 | 68 | 20 | 1/16 ф        | Сохранил место в первой лиге из-за снятия «Шахтёра-2» |
| 2006/07 | 1     | 20  | 19 | 1  | 0  | 18 | 4  | 49 | 0  | 1/32 ф        | Снялся после 19 тура; результаты аннулированы         |